# Vilacomtal
Vilacomtal (en francès Villecomtal) és un municipi francès situat al departament de l'Avairon i a la regió d'Occitània.

## Demografia
| 1962                                       | 1968 | 1975 | 1982 | 1990 | 1999 | 2006 | 2007 |
| ------------------------------------------ | ---- | ---- | ---- | ---- | ---- | ---- | ---- |
| 457                                        | 520  | 468  | 458  | 418  | 419  | 436  | 438  |
| Des de 1962: població sense dobles comptes |      |      |      |      |      |      |      |

## Administració
| Període   | Identitat               | Partit |
| --------- | ----------------------- | ------ |
| 1995-2001 | Philippe de Rouveray    |        |
| 2001-     | Jean-François Pradalier |        |